# Марциновице (Малопольское воеводство)
Марцинови́це (пол. Marcinowice) — село в Польше в сельской гмине Козлув Мехувского повета Малопольского воеводства.
Село располагается в 3 км от административного центра гмины села Козлув, в 16 км от административного центра повета города Мехув и в 49 км от административного центра воеводства города Краков.
В 1975—1998 годах село входило в состав Келецкого воеводства.